# Choisy-la-Victoire

Choisy-la-Victoire este o comună în departamentul Oise, Franța. În 1 ianuarie 2022 avea o populație de 245 de locuitori.